# Nezavisimaja gazeta
Nezavisimaja gazeta (in russo Независимая газета?; in italiano: "Giornale indipendente") è un quotidiano russo, pubblicato per la prima volta il 21 dicembre 1990. Nel 1999, questo giornale apparteneva all'imprenditore Boris Abramovič Berezovskij. Il primo editore fu Vitalij Tret'jakov, poi dal 2001 al 2007 Tat'jana Koškareva e invece attualmente è Konstantin Remčukov.. La tiratura è di 35 000 copie a 53 000 copie. Il venerdì di ogni settimana viene pubblicata un'edizione speciale.